# Ŭ
Ŭ (minuscolo ŭ) è la ventiseiesima lettera dell'alfabeto dell'esperanto. Foneticamente, corrisponde al suono [w] dell'Alfabeto Fonetico Internazionale come nell'italiano "uomo".
Il segnetto sulla lettera è il cosiddetto segno di breve.
Dato che molte tastiere sono sprovviste di tale carattere è possibile ottenere la stessa lettera attraverso la combinazione delle due lettere "ux" (ikso-sistemo) o dalla semplice lettera "u" (h-sistemo).
È usata anche per traslitterare la lettera bielorussa Ў.

## Latino
Nella lingua latina classica, la U breve aveva il suono /ʊ/, in contrapposizione della vocale lunga Ū, pronunciata /u:/. Nel medioevo, nella scrittura del latino, la vocale U breve era marcata con il segno breve, benché la pronuncia era andata perduta dal 6º secolo.